# プリンセス・ミチコ

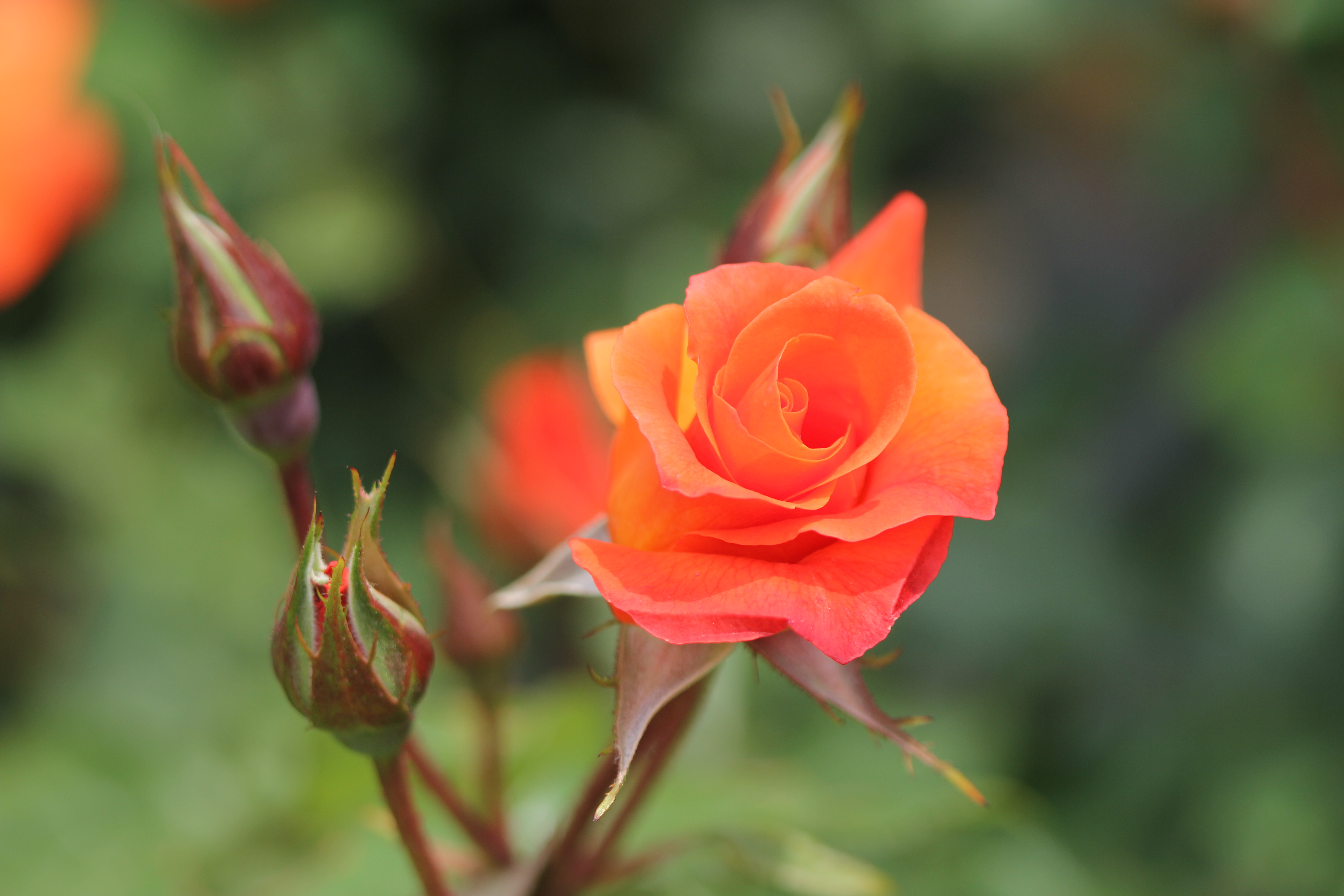
プリンセス・ミチコ

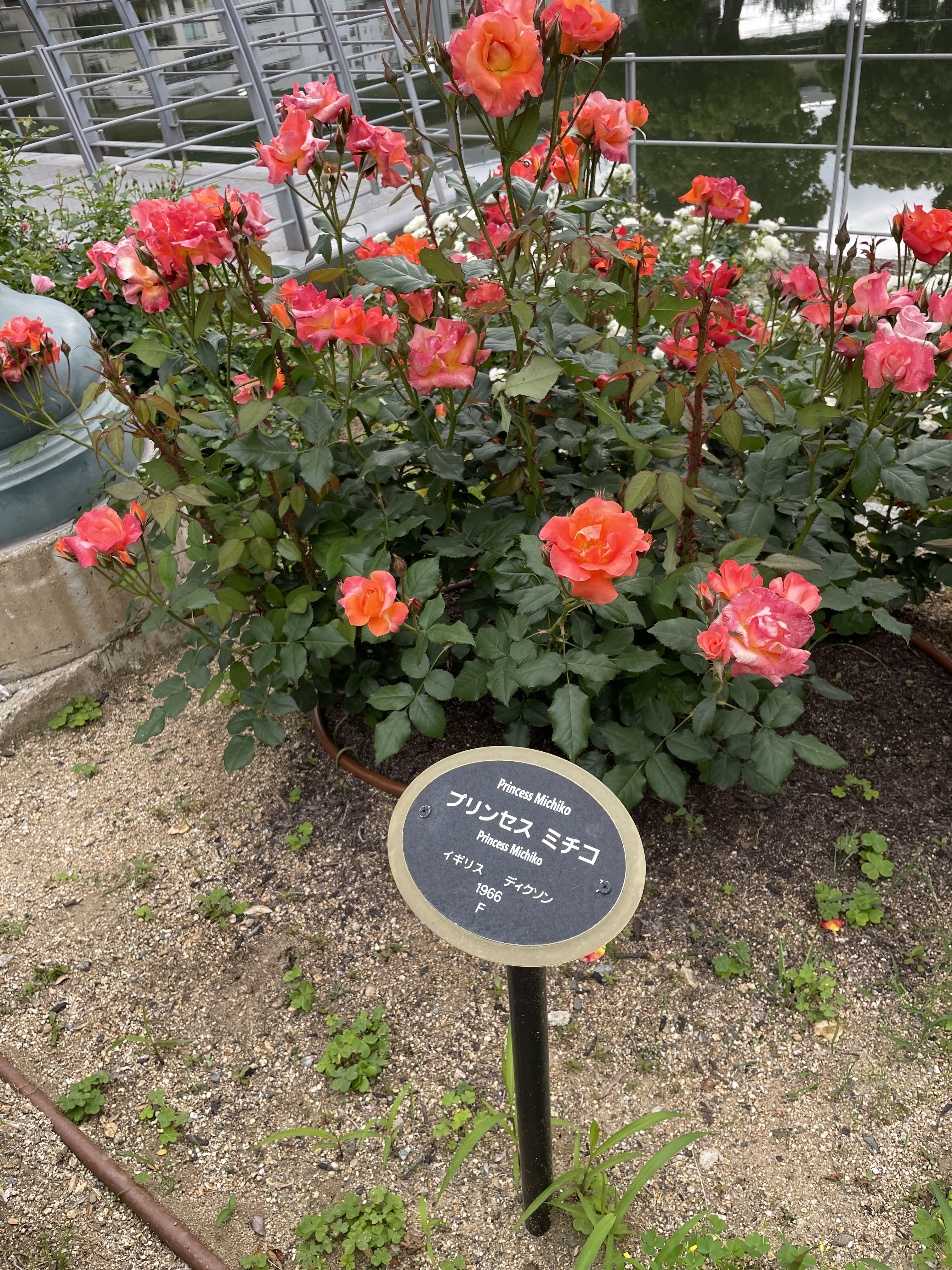
中之島公園バラ園（大阪市）で

プリンセス・ミチコは、バラの品種。フロリバンダ系の品種で、花の色は濃いオレンジ色。
1966年にイギリス（北アイルランド）のディクソン社(Dickson Nurseries Limited)から当時日本の皇太子妃だった上皇后美智子に献呈された。柔らかな香り、オレンジ色で丸みを帯びた花弁が特徴。
上皇后美智子の名を関したバラにはこのほかにエンプレスミチコがある。